# Didier Cottaz
Didier Cottaz, né le 23 mars 1967 à Bourgoin-Jallieu, est un pilote automobile français.
Il s'est principalement illustré dans les courses d'endurance et notamment aux 24 Heures du Mans où il a piloté pendant plusieurs années une Courage. Didier Cottaz a également été champion de France de Formule 3 et a également participé au championnat de Formule 3000 au sein de l'écurie dirigée par Paul Stewart, fils du triple champion du monde écossais Jackie Stewart. Il était alors le coéquipier du Brésilien Gil de Ferran, futur vainqueur des 500 Miles d'Indianapolis.
Son fils, Lythan, est influenceur. 

## Palmarès

### 24 Heures du Mans
| Année | Ecurie              | Copilotes                           | Voiture             | Classe | Tours | Pos. | Class Pos. |
| ----- | ------------------- | ----------------------------------- | ------------------- | ------ | ----- | ---- | ---------- |
| 1996  | Courage Compétition | Jérôme Policand Philippe Alliot     | Courage C36-Porsche | LMP1   | 215   | Abd. | Abd.       |
| 1997  | Courage Compétition | Jérôme Policand Marc Goossens       | Courage C41-Porsche | LMP1   | 336   | 4e   | 2e         |
| 1998  | Courage Compétition | Marc Goossens Jean-Philippe Belloc  | Courage C51-Nissan  | LMP1   | 232   | Abd. | Abd.       |
| 1999  | Nissan Motorsports  | Marc Goossens Fredrik Ekblom        | Courage C52-Nissan  | LMP    | 335   | 8e   | 7e         |
| 2000  | SMG Compétition     | Philippe Gache Gary Formato         | Courage C60-Judd    | LMP900 | 219   | Abd. | Abd.       |
| 2001  | Pescarolo Sport     | Emmanuel Clérico Boris Derichebourg | Courage C60-Peugeot | LMP900 | 42    | Abd. | Abd.       |
| 2002  | Courage Compétition | Boris Derichebourg Thed Björk       | Courage C60-Judd    | LMP900 | 322   | 15e  | 11e        |